# Grecia en los Juegos Olímpicos de Barcelona 1992
Grecia estuvo representada en los Juegos Olímpicos de Barcelona 1992 por un total de 70 deportistas que compitieron en 17 deportes.  
El portador de la bandera en la ceremonia de apertura fue el atleta Lambros Papakostas.

## Medallistas
El equipo olímpico griego obtuvo las siguientes medallas:
| Nombre             | Deporte      | Competición    |
| ------------------ | ------------ | -------------- |
| Oro                |              |                |
| Paraskeví Patulidu | Atletismo    | 100 m vallas F |
| Pyrros Dimas       | Halterofilia | 82,5 kg M      |
| Plata              |              |                |
| —                  |              |                |
| Bronce             |              |                |
| —                  |              |                |